# Барсамов Микола Степанович
Мико́ла Степа́нович Барса́мов (нар. 16 листопада 1892, Тифліс — пом. 10 березня 1976, Феодосія) — український радянський живописець та мистецтвознавець; член Спілки художників України. Чоловік мистецтвознавця Софії Барсамової.

## Біографія
Народився 4 [16] листопада 1892 року в місті Тифлісі (тепер Тбілісі, Грузія) в сім'ї робітника. У 1913 році закінчив Ростовську рисувальну школу. Навчався в приватній студії Іллі Машкова у Москві. У 1913–1917 роках навчався в Московському училищі живопису, скульптури і зодчества у Абрама Архипова, Миколи Касаткіна, Сергія Малютіна та Костянтина Коровіна.
Наприкінці 1910–х — початку 1920–х працював викладачем малювання в містах Ізюм, у Самарі, художником–ретушером у Москві. У 1918–1919 роках виступив організатором в Ізюмі картинної галереї. З 1923 року мешкаву Феодосії. Був одним з засновників Севастопольської асоціації художників (1923–1931).
У 1923—1936 роках — директор Феодосійського історико-археологічного музею та Феодосійської картинної галереї у 1923-1962 роках; науковий консультант Феодосійської картинної галереї ім. І. К. Айвазовського з 1962 по 1976 рік.
Переїхавши до Феодосії, зацікавився історією та археологією міста. Так, 1927 року на відстані 4-х км на північ від Коктебеля художник проводив власні розкопки та виявив стоянку первісних людей, дослідив кременеві знаряддя праці епохи мезоліту.
У 1925–1962 роках викладав у феодосійській художній студії, потім дитячій художній школі. Учнями художника були : Степан Мамчич, Володимир Соколов, Петро Столяренко, Микола Шорін та інші.
Жив у Феодосії в будинку на вулиці Галерейній, 2. Помер у Феодосії 10 березня 1976 року.

## Творчість
Створив ряд живописних творів на теми героїчної історії Криму, портрети, пейзажі та натюрморти. Серед робіт:
- «У кімнатах» (1926);
- «Портрет жінки-українки» (1927);
- «Домни Керченського заводу» (1935);
- «Фрукти» (1937);
- «Портрет художника К. Ф. Богаєвського» (1940);
- «Десант в Феодосії» (1942);
- «Стояти насмерть» (1943);
- «Ворог прийшов» (1945, Феодосійська національна картинна галерея);
- «Портрет художника О. В. Купріна» (1945, Російський музей);
- «Повернення» (1946);
- «Біля братської могили» (1946);
- «О. М. Горький на будівництві Феодосійського порту» (1946, Феодосійська національна картинна галерея);
- «Відновлення Феодосійського порту» (1947, Сімферопольський художній музей);
- «Ніхто не забутий, ніщо не забуте» (1947);
- «Схід місяця у Феодосії» (1948);
- «Художник О. В. Купрін» (1948);
- «В майстерні художника» (1952, Національний художній музей України);
- «Сніданок. Редиска з маслом» (1955);
- «Біля берегів Феодосії» (1956);
- «Портрет партизана Віті Коробкова» (1957, Феодосійська національна картинна галерея);
- «Кринка та горіхи» (1957);
- «Ранок у Феодосійському порту» (1958);
- «Сливи і груші» (1958);
- «Яблука та вино» (1958);
- «Осінь у майстерні художника» (1959);
- «Виноград та персики» (1959);
- «Грона винограду» (1959);
- «Виноград і гранати» (1960);
- «Глечик та овочі» (1960);
- «Рибки» (1960);
- «Білі троянди» (1962);
- «Шість персиків» (1964);
- «Сніданок. Сало» (1965);
- «Ніхто не забутий, ніщо не забуте» (1967);
- «Квіти у білому глечику» (1967);
- «Автопортрет» (1968);
- «Груші на тарілці та сливи» (1968);
- «Лісові квіти» (1968);
- «Весняний букет» (1968);
- «Весняні троянди» (1968);
- «Дикі троянди» (1968);
- «Мідії та лимон» (1968);
- «Виноград на тарілці, персики та рюмка» (1968);
- «Тістечка та кава» (1969);
- «Яблука та персики» (1970);
- «Персики на зеленій серветці» (1970);
- «Персики на білій серветці» (1970);
- «Глечик, персики та сливи» (1970);
- «Персики й виноград» (1970);
- «Натюрморт» (1971);
- «Персики на блюді» (1971);
- «Персики в синьому вазоні» (1971);
- «Персики й груші» (1971);
- «Вино й персики» (1971);
- «Чорний виноград, груші й вино» (1971);
- «Троянди в бірюзовому вазоні» (1971);
- «Осіннє листя» (1971);
- «Сніданок. Тістечка та кава» (1971);
- «Майстерня. Робочий стіл» (1972);
- «Зима. Вид із майстерні» (1972);
- «Сухе листя» (1973);
- «Чашка кави» (1973);
- «Троянди та вино» (1975).

Брав участь у виставках з 1927 року, всеукраїнських з 1949 року, всесоюзних з 1938 року, зокрема:
- виставці сучасного мистецтва в Сімферополі (1927);
- 3-й 4-й і 5-й виставках сучасних російських художників в Феодосії (1927, 1928, 1929);
- виставці товариства «Жар-колір» (1928);
- «Високогірні райони СРСР» (1936);
- «20 років РРКА і Військово-морського флоту» (1938);
- всесоюзних художніх виставках в Москві (1947, 1961).

Провів персональні виставки в Феодосії у 1932, 1942, 1948, 1958 роках, Сімферополі у 1942, 1948, 1958 роках, Єревані у 1942 році та Києві у 1959 році.
Твори художника зберігаються в Державному російському музеї у Санкт-Петербурзі, Національному художньому музеї України у Києві, Феодосійській національній картинній галереї, Сімферопольському і Харківському художніх музеях.

### Автор книг
В результаті археологічних розкопок видав дві книги, ілюстровані власними малюнками:
- видання «Повідомлення про археологічні розкопки середньовічного городища в Коктебелі в 1929—1931 рр.» (1932);
- путівник «Феодосія та її околиці» (1933).

інші книги
- И. К. Айвазовский и Феодосийская галерея. — Феодосия, 1926.
- Иван Константинович Айвазовский. — Феодосия, 1930.
- Иван Константинович Айвазовский. — Симферополь: Крымиздат, 1950.
- Иван Константинович Айвазовский. — Симферополь: Крымиздат, 1953. — 270 с. — 10000 прим.
- Феодосия. — Симферополь: Крымиздат, 1953. — 15 000 прим.
- Феодосийская картинная галерея имени И. К. Айвазовского. К 75-летию со дня основания. — Симферополь: Крымиздат, 1955, у співавторстві з Софією Барсамовою.
- Путеводитель по Феодосийской картинной галерее имени И. К. Айвазовского. — Київ: Державне видавництво образотворчого мистецтва i музичної літератури УРСР, 1959, у співавторстві з Софією Барсамовою.
- Море в русской живописи. — Симферополь: Крымиздат, 1959. — 234 с.
- К. Ф. Богаевский. Москва. — Москва: Искусство, 1961.
- Иван Константинович Айвазовский, 1817—1900. — Москва: Искусство, 1962.
- Иван Константинович Айвазовский. Альбом. — Москва: Изд-во Академии художеств СССР, 1963.
- Михаил Латри. Каталог. — Симферополь: Крым, 1964.
- Иван Константинович Айвазовский: К 150-летию со дня рождения. — Москва: Знание, 1967. — Т. 4. — (Искусство)
- Айвазовский в Крыму. Очерки об И. К. Айвазовском и художниках города Феодосии Л. Ф. Лагорио, А. И. Фесслере, К. Ф. Богаевском, М. А. Волошине, М. П. Латри. — Симферополь: Крым, 1967.
- Галерея Айвазовского. Путеводитель. — Симферополь: Крым, 1968.
- 45 лет в галерее Айвазовского. — Симферополь: Крым, 1971. — 254 с.

## Відзнаки
- Нагороджений орденом Трудового Червоного Прапора;
- Почесний громадянин Феодосії з 1962 року;
- Заслужений працівник культури УРСР з 1969 року.